# Vellore (distrito)
Vellore é um distrito no estado de Tâmil Nadu, na Índia. A cidade de Vellore é a capital do distrito. Em 2001 tinha 3 477 317 habitantes.  37,62% do distrito é urbanizado.